# 足利家氏
足利 家氏（あしかが いえうじ、生没年不明）は、鎌倉時代中期の御家人。足利泰氏の長男で、足利尾張家（足利尾張守家）の初代。子に義利・貞数・宗家。子孫は斯波氏・大崎氏・最上氏・石橋氏など。弟に兼氏（義顕・渋川氏祖）・頼氏（足利5代当主）・公深（一色氏祖）・頼茂（石塔氏祖）・義弁（上野氏祖）・賢宝（小俣氏祖）、基氏（加古氏の祖）等多数。

## 生涯
鎌倉幕府の有力御家人足利泰氏と北条（名越）朝時の娘の間に長男として生まれる。寛元3年（1245年）の鶴岡八幡宮放生会における将軍近侍（供奉人中後陣随兵の筆頭）に任じられた足利三郎家氏の記載を初見として以降『吾妻鏡』にその活動を見せ始める。
母は名越流北条氏の出身で、家氏の誕生時には泰氏の正室であった。「三郎」は足利氏代々の家督継承者の称と考えられ、家氏も当初は嫡子として「三郎」を名乗ったが、のちに泰氏が北条得宗家の女性（北条時氏の娘）を正室に迎え、その間に生まれた利氏（のち頼氏）を嫡子に立て家氏を廃嫡したものと思われる。『吾妻鏡』における建長4年（1252年）の段階で｢三郎｣を称する人物が利氏に変わり、家氏の通称が「大郎（太郎）」となっていることがその根拠とされる。
もっとも時氏の子北条時定（阿蘇為時）の娘を正室に迎えたこともあり、建長5年（1253年）に中務大輔に任官したのをはじめ、弘長元年（1261年）には検非違使・左衛門大尉に任官するなど重用され、足利判官大夫と称された。その後もたびたび将軍の供奉人を務めるなどしており、弘長3年（1263年）1月には旬御鞠奉行（蹴鞠儀式担当）、同年8月に定められた将軍上洛の供奉人では、水干着用の御家人中、連署北条政村、執権赤橋長時、大仏朝直、名越時章（朝時の子で家氏の伯父）、金沢実時の北条一門重鎮の5名に次ぎ、普恩寺業時（極楽寺流北条氏）の前に記載されるような有力御家人になっている。
以後の動向は『吾妻鏡』の記述が途切れてしまうこともあり不明な点が多いが、足利本家を相続した弟の頼氏が早くに死去し、その跡を継いだ家時が幼少であったため、かつて嫡男であった家氏は一門の重鎮としてその後見役を務め、文永6年（1269年）頃まで当主の職務を代行するなど、事実上の惣領であったともいえる。その間文永2年（1265年）4月には尾張守となり、晩年に出家して蓮阿と号したとされる。

## 斯波氏の祖
家氏の母・正室の血筋、また経歴・幕府内の地位などから、その子孫は「足利の苗字を称する別家」として足利一門諸家の中でも特に本家に並ぶ家格意識を持ち続けた。
家氏は陸奥国斯波郡（紫波郡、しわぐん）を領し（家氏が実際に斯波郡高水寺城に在城したという伝承もある）、後世斯波家氏と呼ばれることが多いが、家氏自身は足利姓を通し続けた。室町時代初期の子孫である高経・義将親子の頃までは代々足利を名乗り尾張守に任官したことから足利尾張守と呼ばれたが、のちには本家である足利将軍家の執事・管領に就いて斯波氏を称し、室町幕府の有力守護大名として続いた。

## 子女
母：家女房
- 広沢義利 …… 広沢太郎。石橋氏の祖。

母：保科氏
- 大板貞数 …… 大板次郎。

母：阿蘇為時女
- 足利宗家…… 尾張三郎。足利尾張家第2代当主。

## 官歴
- 建長5年（1253年）中務大輔
- 弘長元年（1261年）検非違使・左衛門大尉
- 文永2年（1265年）尾張守